# تفاعل آرندت-أيسترت
تفاعل آرندت-أيسترت هو تفاعل عضوي اسمي في الكيمياء العضوية يتضمن تحويل حمض كربوكسيلي إلى المتجانس التالي قي السلسلة المتجانسة؛ بالتالي فهو واحد من تفاعلات تطويل السلسلة الكربونية.
ينسب هذا التفاعل إلى مكتشفيه الكيميائيين فريتز أرندت Fritz Arndt وبيرند أيسترت Bernd Eistert.
لإجراء التفاعل يستخدم عادة كواشف كيميائية من كلوريد الأسيل مع ديازو الميثان؛ وعادة ما يضاف فائض من ملح الديازو من أجل التفاعل مع كميات كلوريد الهيدروجين المتشكلة؛ وعادة ما يجرى التفاعل في شروط معتدلة؛ ويستخدم حفاز من أكسيد الفضة الأحادية.

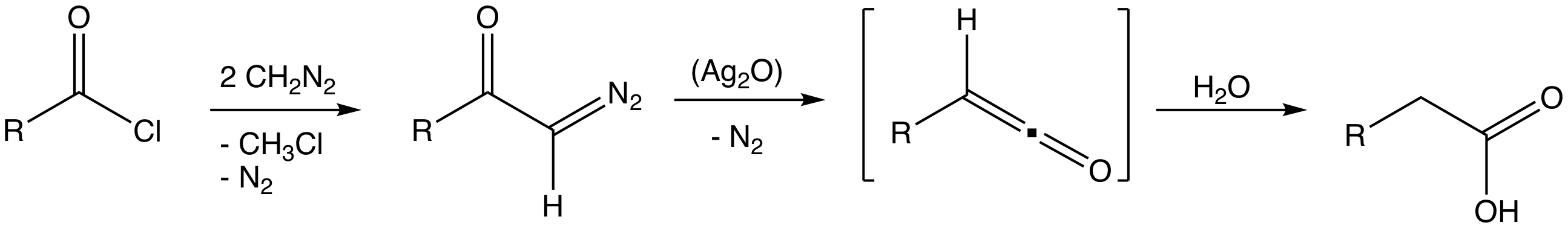
مثال على تفاعل آرندت-أيسترت.

للتفاعل عدد من التطبيقات، مثل تحضير مشتقات الأحماض الأمينية.